# Venere Azzurra
La Venere Azzurra è una località del comune di Lerici costituita da una spiaggia in un'insenatura naturale nel lato orientale del golfo della Spezia, tra Lerici e San Terenzo.

## Borgata Marinara
La Venere Azzurra è una delle tredici borgate che partecipano al palio del Golfo, la disfida remiera che si disputa la prima domenica di agosto nel golfo. Fu costituita nel 1953, subentrando, assieme alla borgata di Tellaro, a quella scomparsa di Bocca di Magra, in rappresentanza della frazione di Pugliola, Solaro e Venere azzurra. Inizialmente ebbe nome La Vallata, ma in seguito ha preso il nome della spiaggia. Nel 2019 la Borgata Marinara della Venere Azzurra, è stata entrata a far parte del gruppo di canotaggio dalla Lega Navale di Lerici che è intervenuta finanziandola e riorganizzandola . portandola al 4º posto nel campionato del 2023 e al 6º posto al Palio del Golfo 2023 l equipaggio senior guidato dal Famoso allenatore Fauto Sassi.
La borgata ha vinto un "palio senior" (1989, equipaggio: Alessandro Manfrone, Luca Cavallini, Alessandro Battaglioli, Marco Perfetti, timoniere Di Lauro) e due "palii junior" (1969, equipaggio: Emilio Fusani, Ferdinando Zanoni, Rajmond King, Antonio Bersanto, timoniere Lisi, e 1999, equipaggio: Nicola Zanoni, Marco Passaro, Andrea Migliorini, Cristian Biagioni, timoniere Loffredo). Nel 1999 ha vinto inoltre la sfilata delle borgate.